# Günther Seibicke
Günther Seibicke (30 août 1911–26 mai 1943) est un Commandant d'U-Boot allemand au cours de la Seconde Guerre mondiale. Il est décoré de la croix de chevalier de la croix de fer remise en récompense de son grand courage dans le champ de bataille. Il meurt avec tout l'équipage du U-436 le 26 mai 1943, par des charges de profondeur de la frégate britannique HMS Test et la corvette HMS Hyderabad dans l'océan Atlantique.

## Navires attaqués
En tant que commandant de l'U-436 Günther Seibicke a coulé six navires marchands de 36 208 tonneaux, un navire de guerre de  296 t, et a endommagé deux navires de 15 575 tonneaux.
| Date            | Nom                 | Pavillon         | Tonnage (GRT) | Résultat  |
| --------------- | ------------------- | ---------------- | ------------- | --------- |
| 1er mars 1942   | RT-19 Komintern     | Union soviétique | 577           | Coulé     |
| 13 avril 1942   | Kiev                | Union soviétique | 5823          | Coulé     |
| 27 octobre 1942 | Frontenac           | Norvège          | 7350          | Endommagé |
| 27 octobre 1942 | Gurney E. Newlin    | États-Unis       | 8225          | Endommagé |
| 27 octobre 1942 | HMS LCT-2281        | Royal Navy       | 291           | Coulé     |
| 27 octobre 1942 | Sourabaya           | Royaume-Uni      | 10107         | Coulé     |
| 29 octobre 1942 | Barrwhin            | Royaume-Uni      | 4998          | Coulé     |
| 8 janvier 1943  | Albert L. Ellsworth | Norvège          | 5283          | Coulé     |
| 8 janvier 1943  | Oltenia II          | United Kingdom   | 6394          | Coulé     |

## Décorations
- Médaille des Sudètes (20 décembre 1939)
- Croix de fer (1939)
  - Deuxième classe (17 septembre 1939)
  - Première classe (16 mai 1940)
- Insigne de combat des U-Boote (1939) (24 avril 1942)
- Croix de chevalier de la croix de fer (27 mars 1943)

## Annexe